# 魏瑟埃尔斯特河

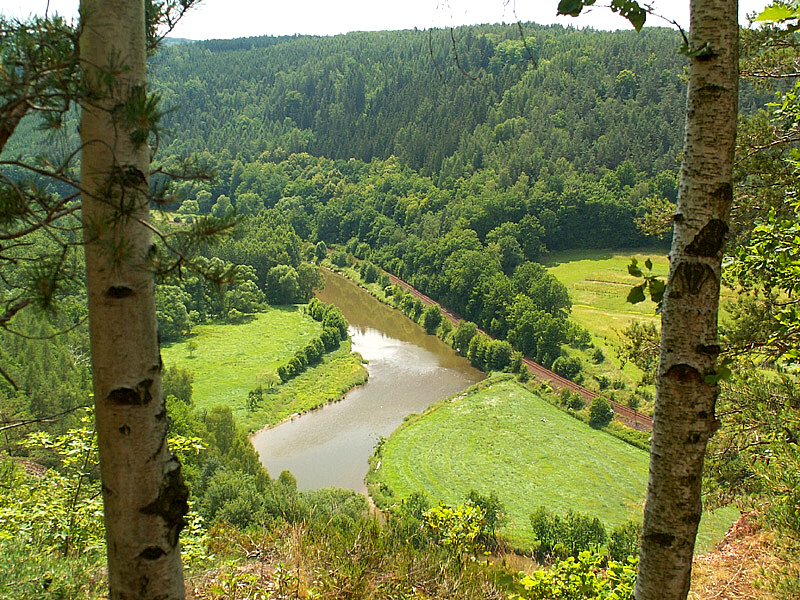

魏瑟埃爾斯特河（德语：Weiße Elster），或意译作白埃尔斯特河，是中歐的河流，屬於薩勒河的右支流，河道全長257公里，發源自捷克的阿什附近，流經德國的薩克森自由州、圖林根州和薩克森-安哈爾特州。